# Fellhanera gyrophorica
Fellhanera gyrophorica är en lavart som beskrevs av Sérus., Coppins, Diederich & Scheid. Fellhanera gyrophorica ingår i släktet Fellhanera och familjen Pilocarpaceae.   Inga underarter finns listade i Catalogue of Life.